# Casa de l'11 del Carrer dels Teixidors
La Casa de l'11 del Carrer dels Teixidors és un edifici medieval de la vila de Vilafranca de Conflent, de la comarca d'aquest nom, a la Catalunya del Nord.
Com el seu nom indica, és en el número 11 del carrer dels Teixidors, en el sector nord de la vila. Li correspon la parcel·la cadastral 29.
La casa, del segle xiv, és construït amb còdols. La casa ocupa un angle entre dos carrers, el dels Teixidors i el de les Muralles. A la façana del dels Teixidors hi ha una finestra al pis amb llinda recta sobre coixinets de quart de cercle, amb arestes aixamfranades.
Annex al lateral nord de la casa hi ha un arc de l'antiga muralla medieval de la vila.